# Basilique San Silvestro in Capite
La basilique San Silvestro in Capite (en français : Basilique Saint-Silvestre-de-la-Tête) est une église-basilique romaine située entre le Campo Marzio et le Quirinal sur la Piazza San Silvestro dans le rione de Colonna. Dédiée au pape Sylvestre Ier, elle doit son nom particulier à la tradition selon laquelle une partie de la tête de saint Jean-Baptiste, relique conservée à Constantinople, fut ramenée à Rome par des moines grecs à la fin du XIIe siècle et conservée dans une église à proximité avant d'être transférée dans la chapelle de la basilique où elle est aujourd'hui visible.

## Historique

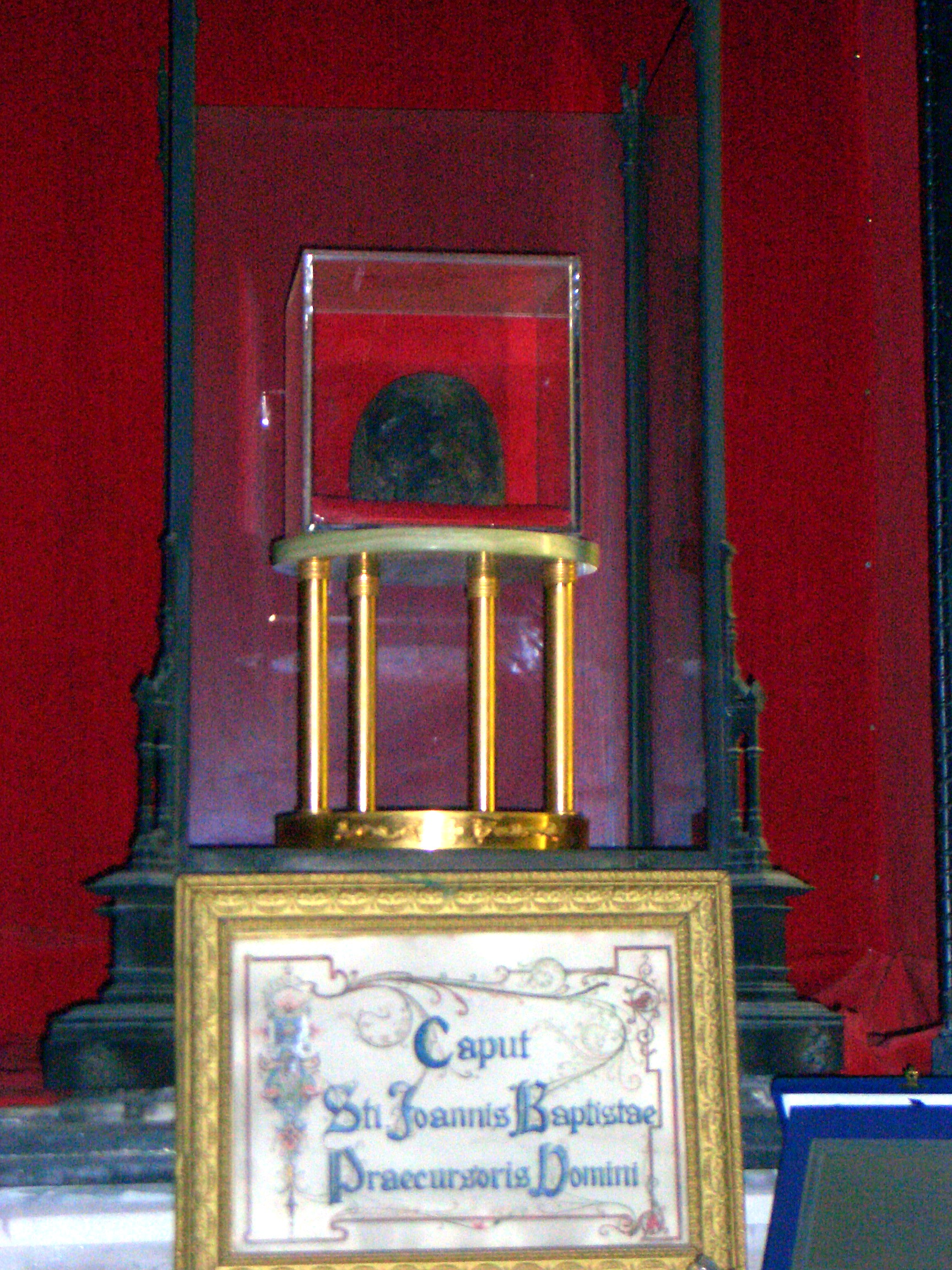
Relique de la tête de Jean Baptiste.

L'église d'origine est construite au VIIIe siècle sous le pape Étienne III et Paul Ier sur les ruines d'un temple dédié à Apollon. Le pape Innocent II lui donne la prétendue relique insigne du crâne de saint Jean-Baptiste, si bien que le sanctuaire voit son prestige s'accroître de façon spectaculaire mais les papes ne tardent pas à renoncer à cette prétention, demandant même un fragment de ce qu'ils considèrent comme la vraie tête à la cathédrale d'Amiens.
L'église est restaurée en 1198 sous le pontificat d'Innocent III qui lui adjoint un campanile de style roman. Au XIIIe siècle, elle est confiée à l'Ordre des pauvres dames, les Clarisses. Elle est reconstruite par Francesco da Volterra et Carlo Maderno entre 1591 et 1601. En 1690 la basilique est restructurée dans le style baroque par l'architecte Giovanni Antonio de Rossi.
La basilique est devenue le siège de l'ordre bénédictin anglais depuis 1890 lorsque le pape Léon XIII la leur confie. Les Clarisses laissent le lieu en 1896 et la basilique est ensuite gérée par les frères Pallottins irlandais. Elle est depuis considérée comme l'église anglaise de Rome avec des messes célébrées en anglais.
La basilique est liée au titre cardinalice San Silvestro in Capite.

## Architecture et décoration intérieure

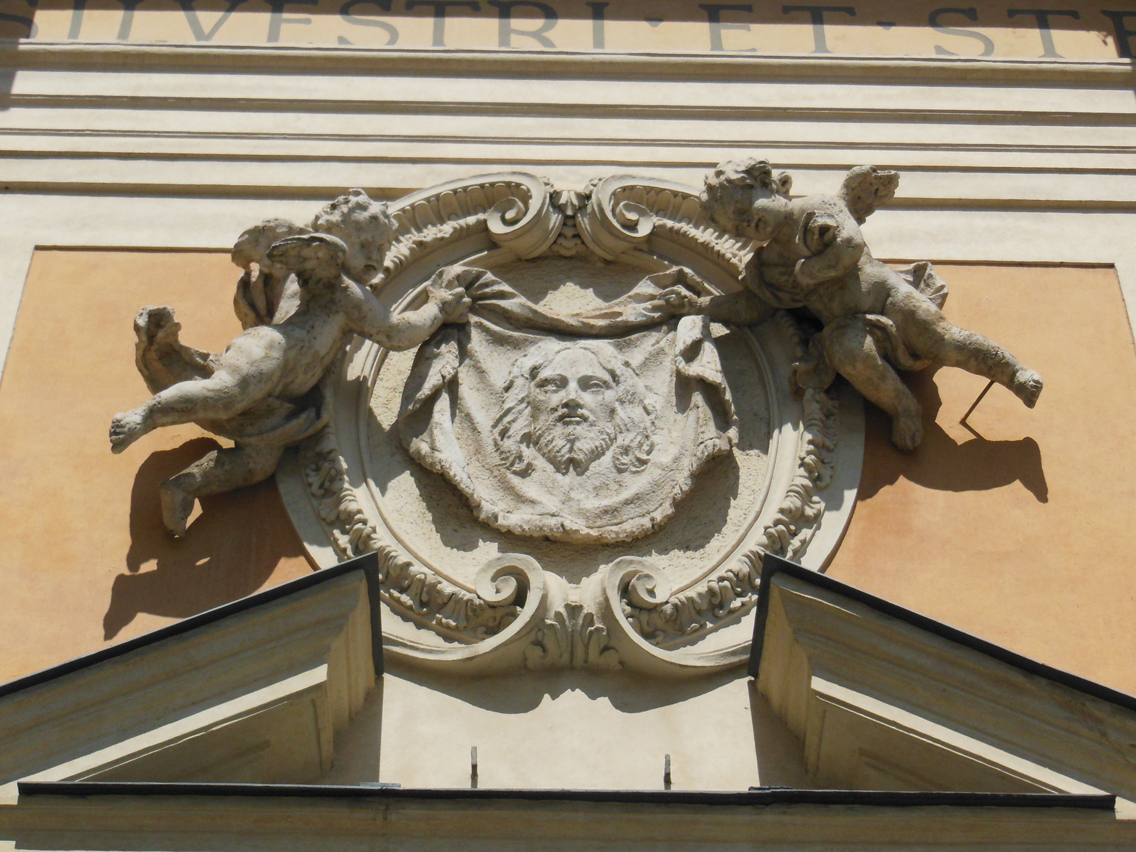
Relief représentant le voile de Véronique.

Les quatre statues extérieures (représentant Saint Sylvestre, Saint Étienne, Saint François et Sainte Claire) au sommet de la façade datent de 1703 et sont de Domenico de Rossi. L'attique de cette façade possède l'inscription « DEO IN HON(OREM) BEAT(I) SILVESTRI ET STEPHANI P(A)P(ARUM) DIC(ATUM) » (« Dédié à Dieu en l'honneur des bienheureux Sylvestre et Étienne, papes »).
Le fronton brisé du portique en façade réalisé au XIIIe siècle est surmonté d'un relief qui rappelle que la basilique conservait le voile de Véronique jusqu'en 1870, date de son transfert à la chapelle Sainte-Mathilde au Vatican où elle est désormais appelée image d'Édesse.
Elle est décorée d'un cycle de fresques de Giacinto Brandi et Ludovico Gimignani (en). Les fresques de la chapelle Sainte-Claire sont de Francesco Trevisani, ainsi que trois peintures de l'Histoire de la Passion du Christ dans la chapelle du Crucifix (1696 - 1697).

La basilique possède également des œuvres de Camillo Rusconi, Giuseppe Bartolomeo Chiari, Il Morazzone et un retable de Saint-François d'Orazio Gentileschi.

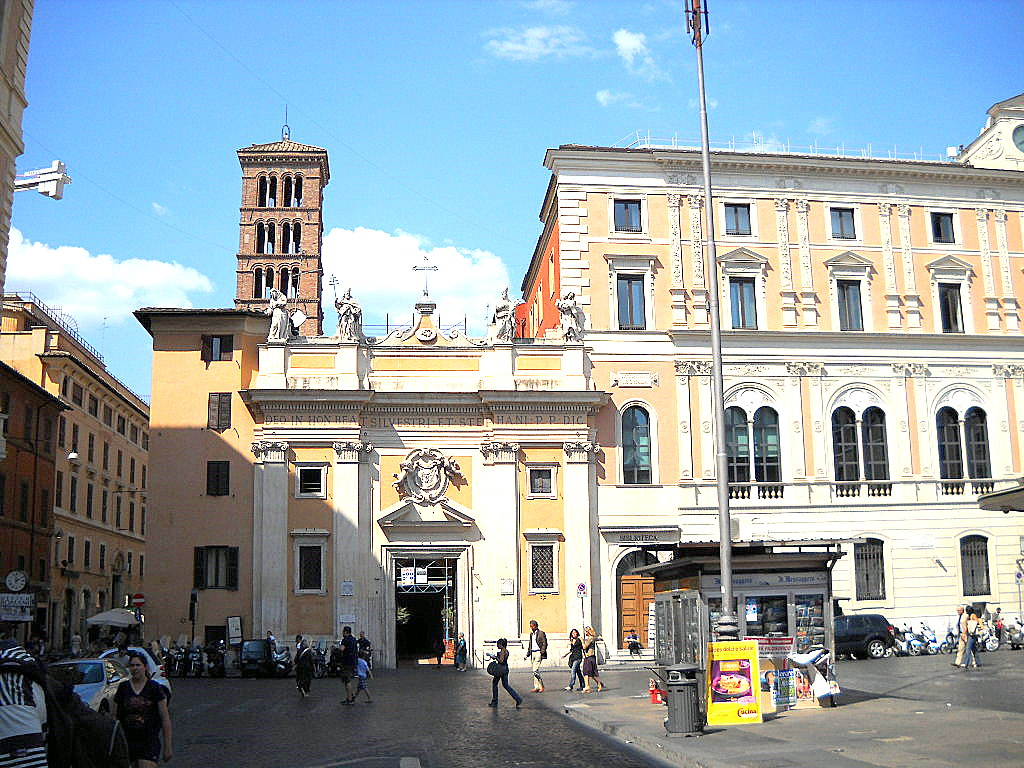
L'église et la place
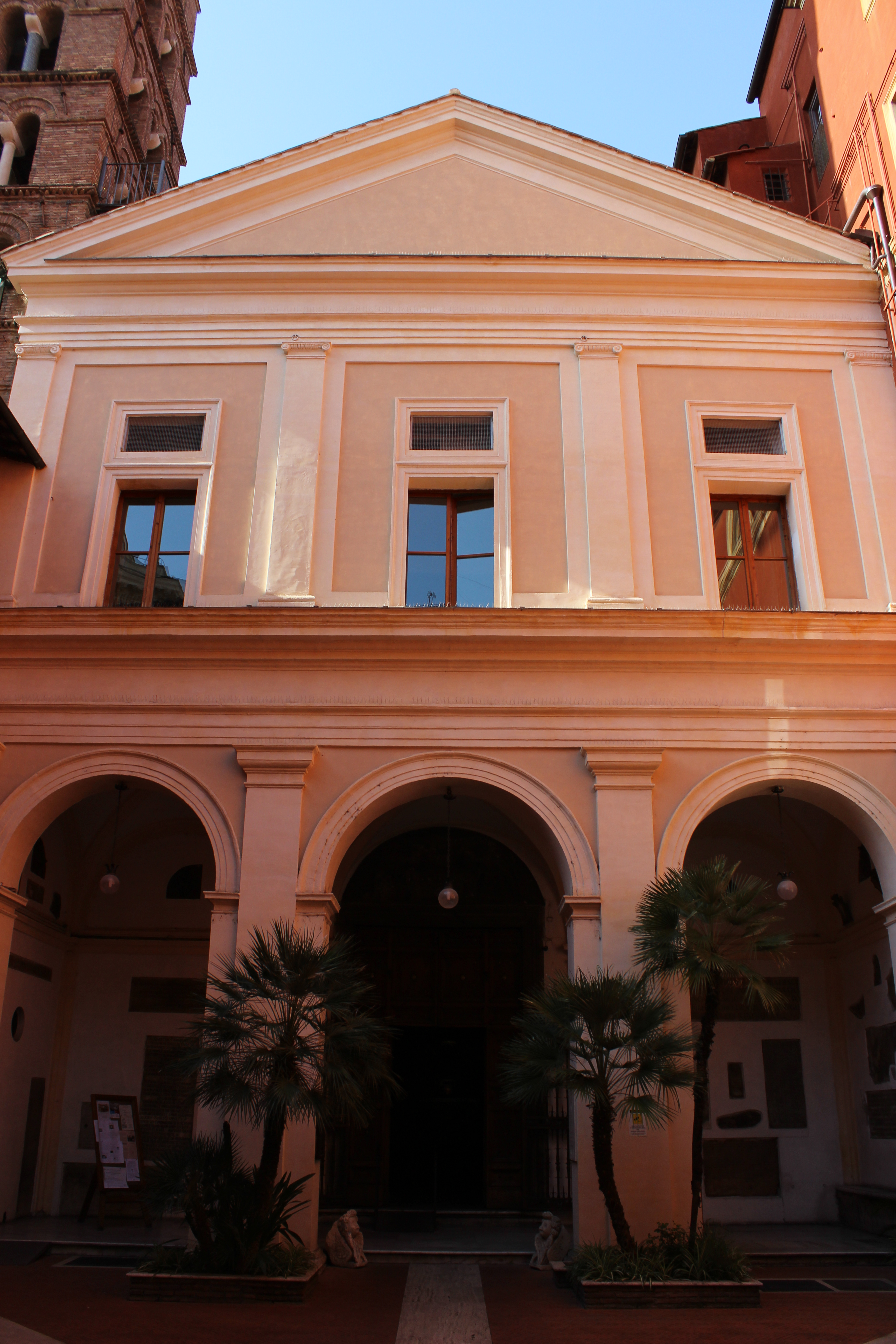
Atrium
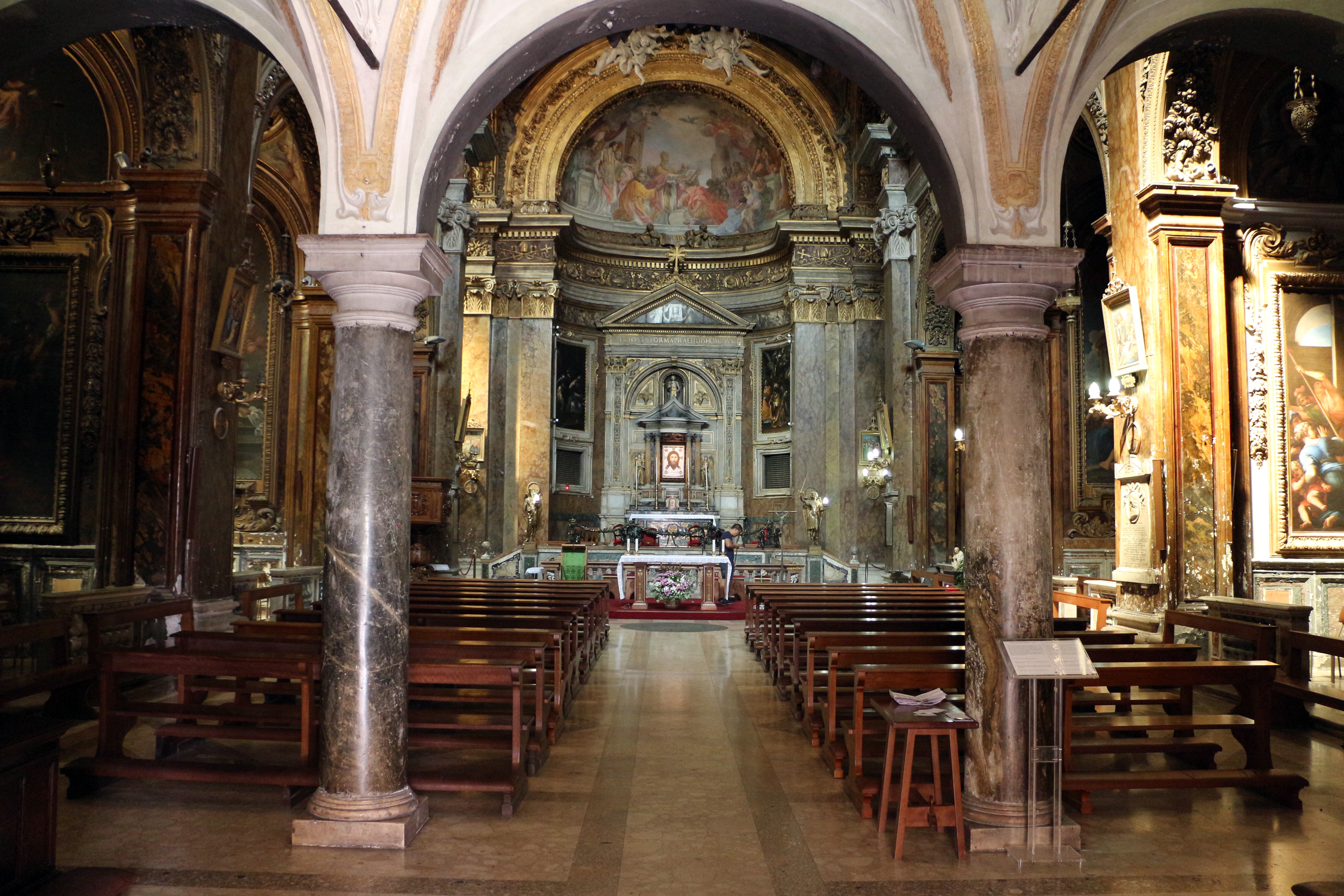
Intérieur
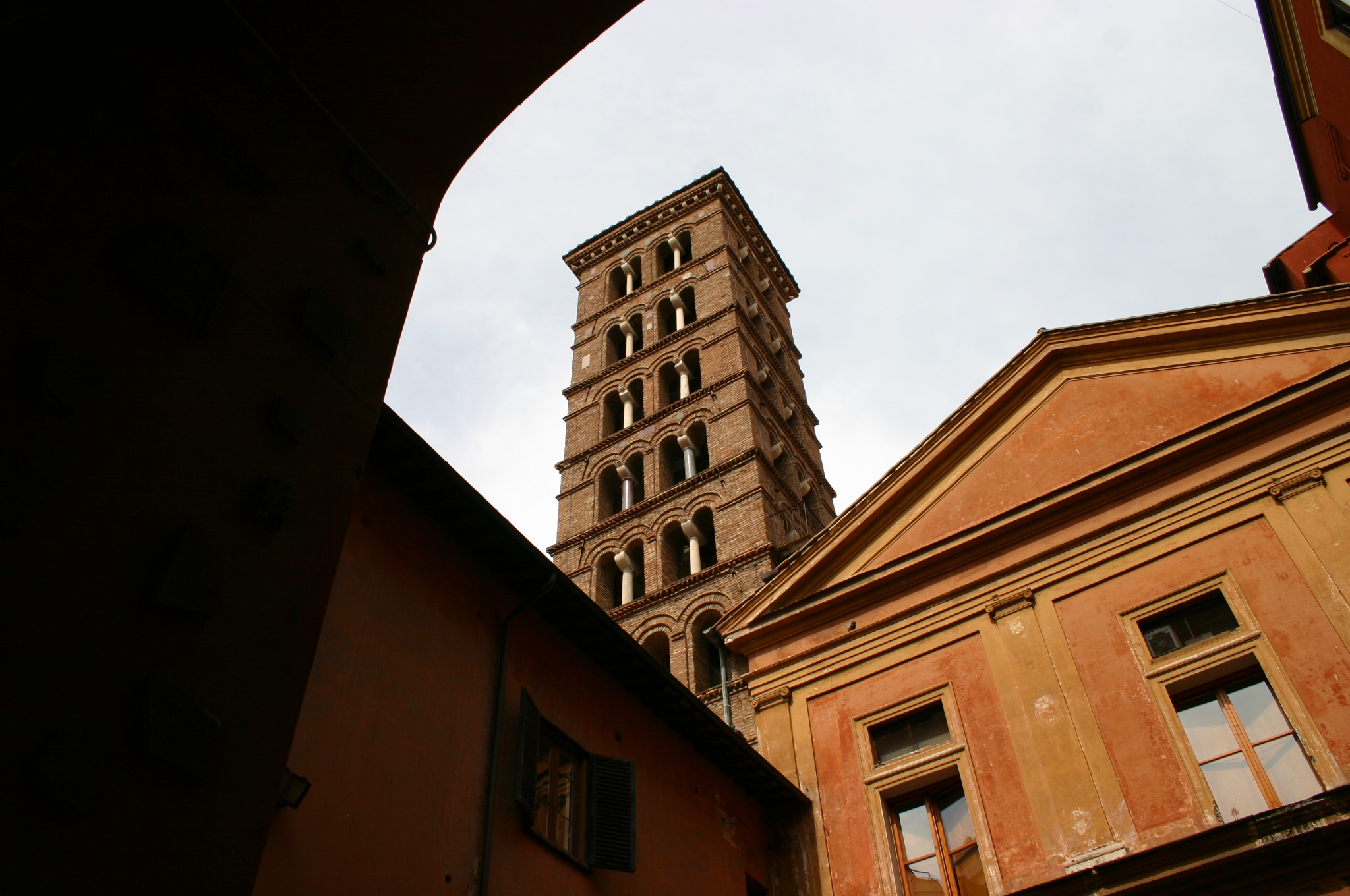
Campanile roman
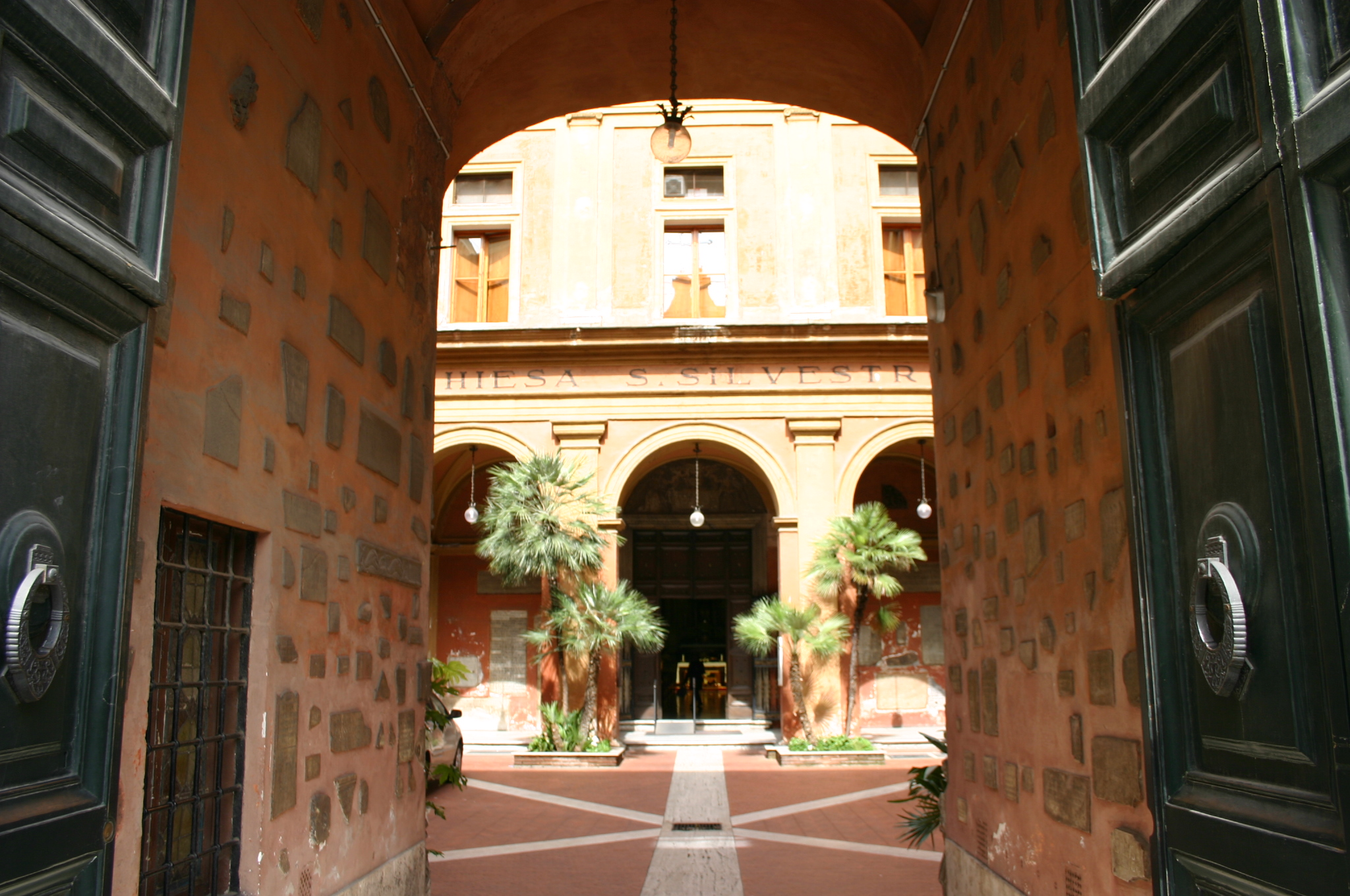
Cortile
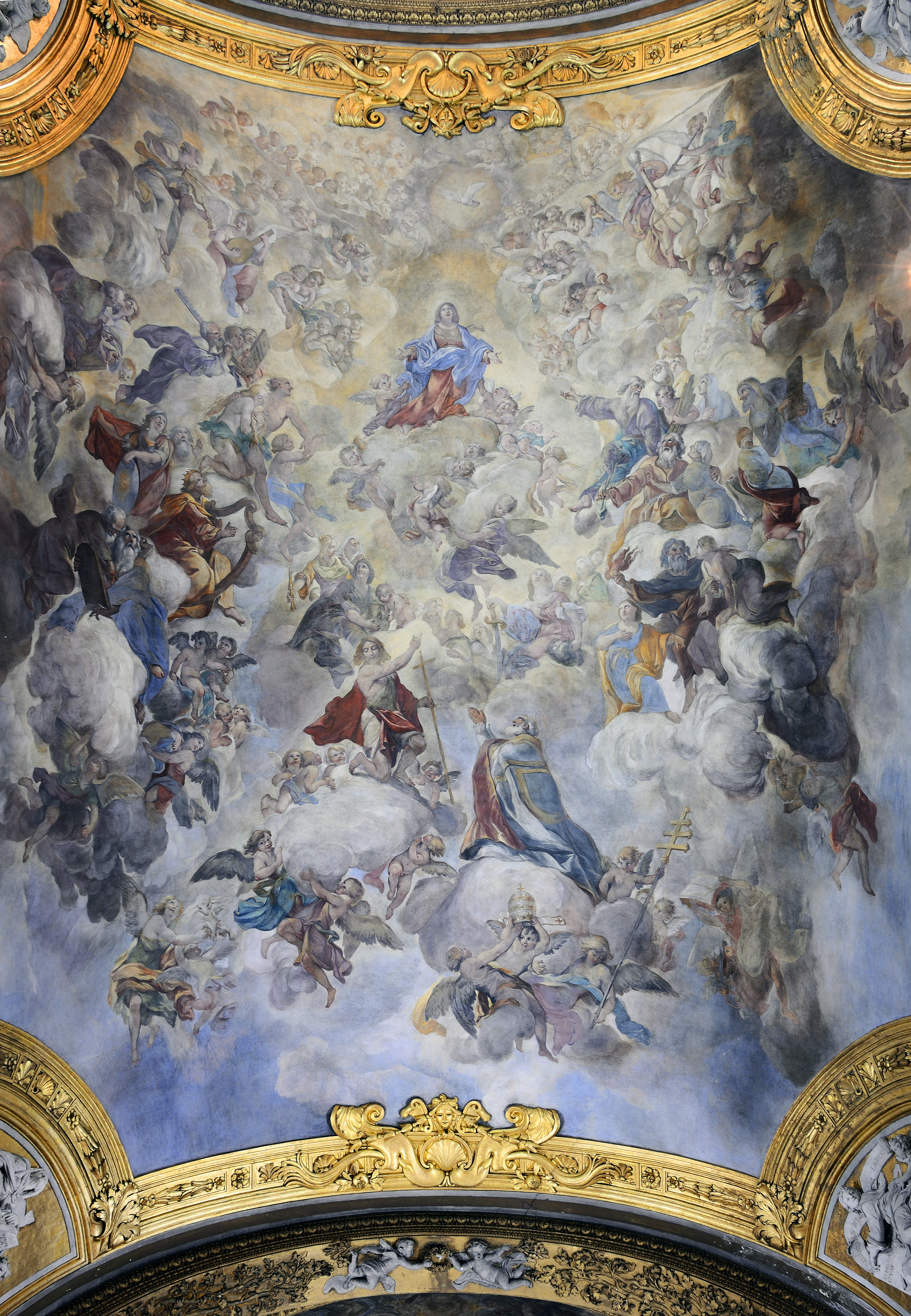
Plafond